# Мендес, Катюль
Катюль Мендес, устар. Катулл Мендес (фр. Catulle Mendès; 22 мая 1841, Бордо — 8 февраля 1909) — французский поэт, писатель и драматург, представитель парнасской школы.

## Биография
Родился в Бордо, происходил из семьи португальских евреев. Рано зарекомендовал себя в Париже и быстро достиг известности после публикации в журнале «Revue fantaisiste» (1861) своего «Романа одной ночи»; Л. Ларше иронически заметил по поводу Мендеса и Ги де Бино, что новое поколение литераторов, похоже, предпочитает звучные аристократические псевдонимы. Произведение было сочтено аморальным; Мендеса осудили на месяц лишения свободы и штраф в 500 франков.
Мендес был одним из основателей «Современного Парнаса», в котором печатал строго выдержанные в классическом духе поэмы. Историю парнасского движения, его цели и свою роль в нём Мендес рассказал в книге «La légende du Parnasse contemporain» (1884).

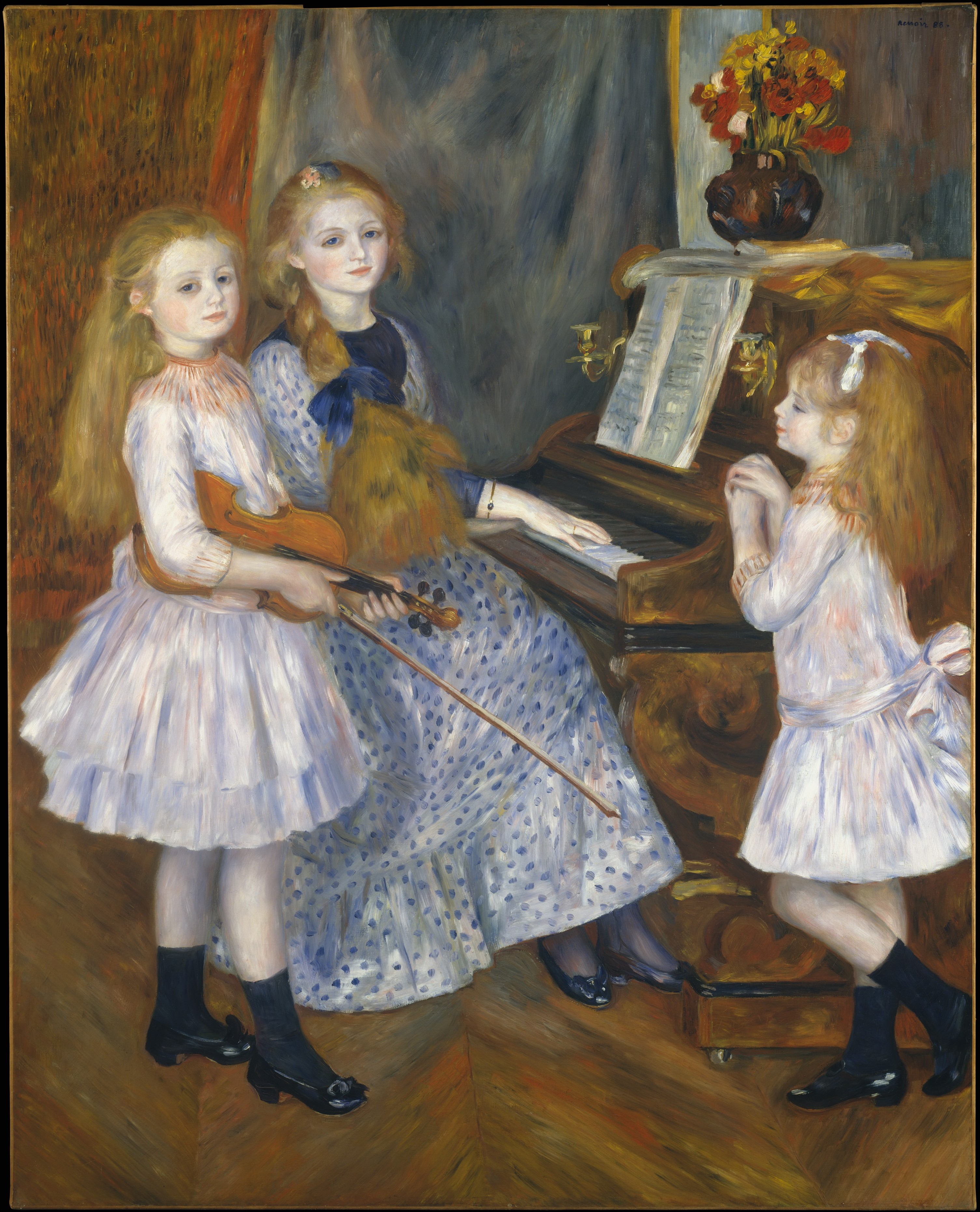
Ренуар. Дочери Катюля Мендеса, 1888

Более поздние стихотворения Мендеса представляют собой имитацию стиля разных поэтов. Он был более успешен как драматург: все его пьесы были поставлены парижскими театрами и хорошо приняты критикой. Многие произведения Мендеса носят фривольный, даже порнографический характер.
Универсальность таланта Мендеса показывают его критические и драматические произведения, либретто опер Массне и Шабрие, многочисленные повести и рассказы. На его стихи писали музыку многие композиторы-современники — Падеревский, Ибер, Бизе, Сен-Санс, Форе, Рейнальдо Ан и др.
В 1866 году Мендес женился на Жюдит Готье, младшей дочери поэта Теофиля Готье. Позже они расстались. Он также длительное время состоял в отношениях с Августой Ольмес, с которой у него было пятеро детей. Именно дочерей Августы в 1888 году изобразил Ренуар на своей известной картине.
Умер в 1909 году, его тело обнаружили ранним утром 8 февраля в железнодорожном туннеле Сен-Жермена. По данным следствия он уехал из Парижа в полночь 7 февраля и, предположительно, открыл дверь своего купе в туннеле, думая, что уже прибыл на станцию.
Похоронен на Монпарнасском кладбище.